# ケイマン諸島リーグ
ケイマン諸島リーグ（Cayman Islands League）は、ケイマン諸島国内最上位のサッカーリーグである。1980年に創設された。最終成績が8位のクラブは翌年度2部に自動降格、また7位のクラブは2部2位との入れ替え戦に回る。1992年以来、CONCACAFの中のリーグ戦で、ケイマン諸島のクラブはCFUクラブチャンピオンシップに出場したことがなかったが、2010年にエリートSCが出場した。CONCACAFチャンピオンズリーグには、未だ出場したことがない。

## 2016-17シーズン所属クラブ
| クラブ名                       | ホームタウン   |
| ------------------------------ | -------------- |
| アカデミーSC                   | ジョージタウン |
| ボーデンタウンFC               | ボーデンタウン |
| ケイマン・アスレティックSC     | ジョージタウン |
| エリートSC                     | ウェストベイ   |
| ラティノスFC                   | ジョージタウン |
| ロマ・ユナイテッド             | ジョージタウン |
| スカラーズ・インターナショナル | ウェストベイ   |
| サンセットFC                   | ジョージタウン |

## 歴代優勝クラブ
- 1980 : Yama Sun Oil
- 1981-82 : 不明
- 1983 : St. George's
- 1984 : Mont Joly
- 1985-1996 : 不明
- 1996-97 : ジョージタウンSC
- 1997-98 : スカラーズ・インターナショナルFC (ウェスト・ベイ)
- 1998-99 : ジョージタウンSC
- 1999-2000 : ウェスタンユニオンFC (ジョージタウン)
- 2000-01 : スカラーズ・インターナショナルFC (ウェスト・ベイ)
- 2001-02 : ジョージタウンSC
- 2002-03 : スカラーズ・インターナショナルFC (ウェスト・ベイ)
- 2003-04 : ラティノスFC
- 2004-05 : ウェスタンユニオンFC (ジョージタウン)
- 2005-06 : スカラーズ・インターナショナルFC (ウェスト・ベイ)
- 2006-07 : スカラーズ・インターナショナルFC (ウェスト・ベイ)
- 2007-08 : スカラーズ・インターナショナルFC (ウェスト・ベイ)
- 2008-09 : エリートSC (ジョージタウン)
- 2009-10 : スカラーズ・インターナショナルFC (ウェスト・ベイ)
- 2010-11 : エリートSC (ジョージタウン)
- 2011-12 : スカラーズ・インターナショナルFC (ウェスト・ベイ)
- 2012-13 : ボーデンタウンFC
- 2013-14 : ボーデンタウンFC
- 2014-15 : スカラーズ・インターナショナルFC (ウェスト・ベイ)
- 2015-16 : スカラーズ・インターナショナルFC (ウェスト・ベイ)
- 2016-17 : ボーデンタウンFC
- 2017-18 : スカラーズ・インターナショナルFC (ウェスト・ベイ)
- 2018-19 : スカラーズ・インターナショナルFC (ウェスト・ベイ)
- 2019-20 : ボーデンタウンFC

## 歴代得点王
| シーズン | 選手                       | 所属                 | 得点 |
| -------- | -------------------------- | -------------------- | ---- |
| 2000-01  | アンソニー・フォガーティ   | ジョージタウンSC     | 21   |
| 2001-02  | ゲイリー・ホイットテイカー | ジョージタウンSC     | 23   |
| 2002-03  | ゲイリー・ホイットテイカー | FCインターナショナル | 11   |
| 2003-04  | マイケル・ウィルクス       | ジョージタウンSC     | 12   |
| 2006-07  | カルロス・パワリー         | タイガースFC         | 15   |
| 2010-11  | ドウェイン・ライト         | エリートSC           | 18   |
| 2011-12  | ドウェイン・ライト         | エリートSC           | 20   |
| 2012-13  | ドウェイン・ライト         | ボーデンタウンFC     | 21   |